# Kiwaczyna
Kiwaczyna (biał. Ківачына, Kivačyna; ros. Кивачино, Kiwaczino) – wieś na Białorusi, w obwodzie brzeskim, w rejonie prużańskim, w sielsowiecie Szereszów.
W latach 1921–1939 należała do gminy Białowieża, gdzie w 1933 roku utworzyła gromady Kiwaczyna. Za II RP liczyła 74 mieszkańców.
Po II wojnie światowej włączona w struktury ZSRR.